# Plage Rouge (Crète)
La plage Rouge (en grec moderne : κόκκινη άμμος) est une plage de sable rougeâtre dans une baie au sud de Matala sur l'île de Crète, en Grèce. (Une plage homonyme, en Grèce elle aussi, est située près d'Akrotiri à Santorin.)
La plage Rouge crétoise est accessible après 30 minutes de marche[Où ?]. Elle ne porte aucune végétation. En été, quelques parasols et chaises longues peuvent y être en locarion.  
L'île est l'une des zones de nidification de la tortue Caretta caretta[réf. nécessaire], ce qui pourrait causer quelque conflit[pas clair] entre l'économie touristique locale et certains objectifs de conservation de la nature[Lesquels ?].

## Galerie

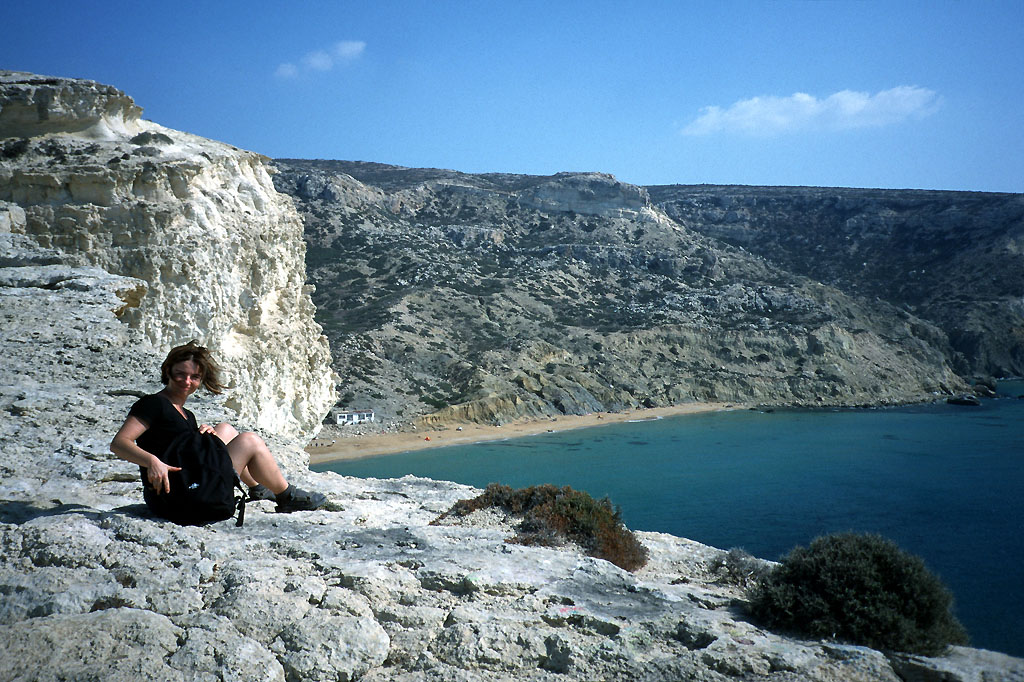
La plage Rouge vue du nord
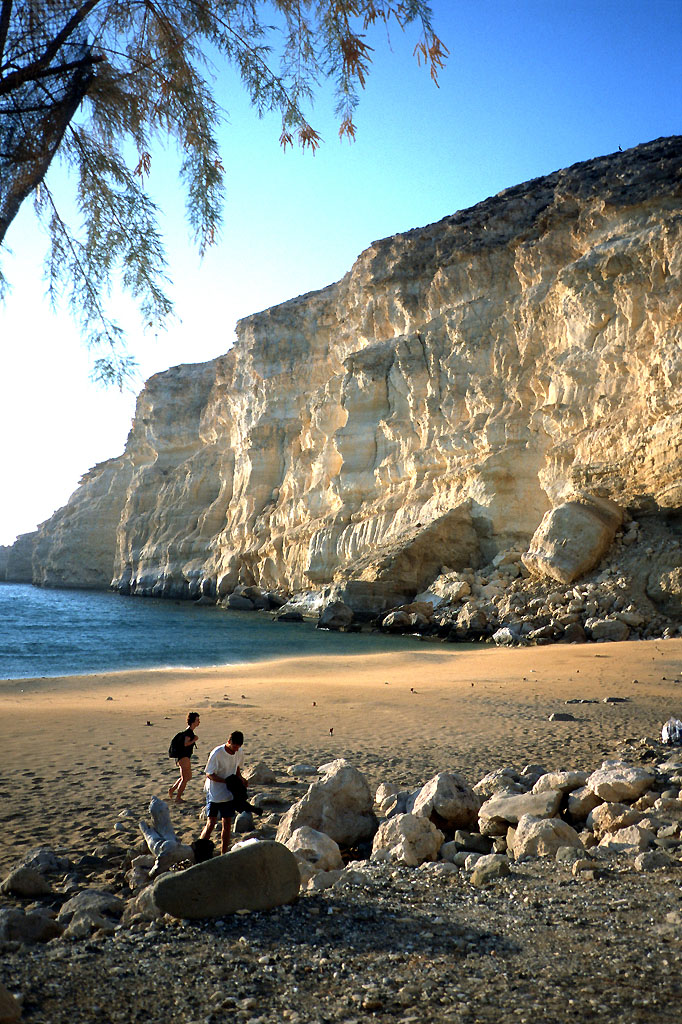
Les falaises du nord

## Liens
- (el) « ΑΡΧΕΛΩΝ », sur ARCHELON (Association grecque. pour le bien-être des tortues marines)

## Source de traduction
- (en) Cet article est partiellement ou en totalité issu de l’article de Wikipédia en anglais intitulé « Red Beach » (voir la liste des auteurs).